# Neuffons
Neuffons, auf Gaskognisch Nau Honts, ist eine französische Gemeinde mit 147 Einwohnern (Stand: 1. Januar 2022) im Département Gironde in der Verwaltungsregion Nouvelle-Aquitaine. Sie gehört zum Kanton Le Réolais et Les Bastides und zum Arrondissement Langon. 
Sie grenzt im Norden an Rimons, im Osten an Coutures, im Süden an Roquebrune und im Westen an Mesterrieux.

## Bevölkerungsentwicklung
| Jahr      | 1962 | 1968 | 1975 | 1982 | 1990 | 1999 | 2008 | 2015 |
| --------- | ---- | ---- | ---- | ---- | ---- | ---- | ---- | ---- |
| Einwohner | 201  | 183  | 152  | 145  | 118  | 122  | 169  | 160  |

## Sehenswürdigkeiten

Kirche Saint-Martin

- Kirche Saint-Martin